# Cleippides quadricuspis
Cleippides quadricuspis är en kräftdjursart som beskrevs av Carl Bartholomäus Heller 1875. Cleippides quadricuspis ingår i släktet Cleippides och familjen Calliopiidae. Inga underarter finns listade i Catalogue of Life.